# Yanomamius
Yanomamius este un gen de păianjeni migalomorfi din familia Theraphosidae, descris în anul 2021.

## Răspândire
Speciile acestui gen pot fi întâlnite în Brazilia și Venezuela.

## Listă de specii
În prezent se cunosc aceste specii:
- Yanomamius franciscoi Bertani & Almeida, 2021
- Yanomamius neblina Bertani & Almeida, 2021
- Yanomamius raonii Bertani & Almeida, 2021
- Yanomamius waikoshiemi (Bertani & Araújo, 2006)